# Улазарка

Улазарка — река в Вологодской области России, правый приток Шулмы.
Начинается в ненаселённой болотистой местности на юге Енинского сельского поселения Белозерского района, течёт на юг, потом на юго-запад, пересекает Воскресенское сельское поселение Череповецкого района и впадает в Шулму в 36 км от её устья у деревни Язвицево Андроновского сельского поселения Кадуйского района. Других населённых пунктов на берегах нет. Длина реки составляет 22 км. Крупнейший приток — ручей Корб — впадает в 4,3 км от устья по правому берегу.

## Данные водного реестра
По данным государственного водного реестра России относится к Верхневолжскому бассейновому округу, водохозяйственный участок реки — Суда от истока и до устья, речной подбассейн реки — Реки бассейна Рыбинского водохранилища. Речной бассейн реки — (Верхняя) Волга до Куйбышевского водохранилища (без бассейна Оки).
По данным геоинформационной системы водохозяйственного районирования территории РФ, подготовленной Федеральным агентством водных ресурсов:
- Код водного объекта в государственном водном реестре — 08010200212110000008026
- Код по гидрологической изученности (ГИ) — 110000802
- Код бассейна — 08.01.02.002
- Номер тома по ГИ — 10
- Выпуск по ГИ — 0